# عمولة
العمولة (بالإنجليزية: Commission)‏ هي مكافأة للخدمات المقدمة أو المنتجات المباعة، وهي وسيلة شائعة لمكافأة أفراد المبيعات. وغالبًا ما يتم حساب العمولة على أساس النسبة المئوية للبضاعة المباعة. وهذه هي طريقة الشركات في حل مشكلة الوكيل الرئيسي، من خلال محاولة إعادة تنظيم مصالح الموظفين مع مصلحة الشركة.
وعلى الرغم من وجود أنواع عديدة لأنظمة العمولات، يُعرف النموذج الأكثر شيوعًا بـ نسبة على الأرباح، حيث تعتمد نسبة العمولة على تحقيق الأهداف المحددة التي تم الاتفاق عليها بين الإدارة ومندوب المبيعات. وتهدف العمولات إلى إيجاد حافز قوي للموظفين لاستثمار الحد الأقصى من جهدهم في عملهم.
وغالبًا ما نلاحظ أن الشركة التي تتبني أسلوب العمولة قد لا تشتمل على موظفين، ولكن ربما تؤسس نفسها فحسب باستخدام المتعاقدين المستقلين. وهناك مثال على ذلك في الولايات المتحدة الأمريكية وهو الوكيل العقاري.
ولذا تُعرف المكافأة في الولايات المتحدة التي هي على شكل عمولة فحسب دون أجر أو راتب باسم العمولة الثابتة. وربما تأخذ المكافأة أيضًا شكل العمولة إضافة إلى مرتب ثابت. وعادة ما تشتمل الصناعات التي تدفع فيها العمولات على مبيعات السيارات ومبيعات العقارات وسمسرة التأمين وغيرها من وظائف المبيعات.
وقع المحافظ جيري براون مؤخرًا على قانون 1396 AB لتعديل قانون العمل في كاليفورنيا مطالبًا أصحاب العمل كافة الذين يدفعون عمولات بأن يمضوا قدمًا في توقيع عقود مع موظفيهم وحساب العمولات التي يتم تحصيلها ودفعها. ونص هذا القانون الجديد الذي تم تفعيله اعتبارًا من شهر يناير 2013 على استثناء «مكافآت الإنتاجية قصيرة الأجل مثل تلك التي تدفع لموظفي التجزئة» فضلاً عن «المكافأة وخطط تقاسم الأرباح ما لم يكن هناك عرضًا من قبل صاحب العمل لدفع نسبة مئوية ثابتة من المبيعات أو الأرباح كتعويض عن العمل الذي يتعين أداؤه».